# Colossendeis geoffroyi
Colossendeis geoffroyi är en havsspindelart som beskrevs av Mané-Garzon, F. 1944. Colossendeis geoffroyi ingår i släktet Colossendeis och familjen Colossendeidae. Inga underarter finns listade i Catalogue of Life.